# V.League 1 2014
Die V.League 1 2014, aus Sponsorengründen auch als Eximbank V.League 1 bekannt, war die 31. Spielzeit der höchsten vietnamesischen Fußballliga seit ihrer Gründung im Jahr 1980. Die Saison begann am 11. Januar und endete am 10. August 2014. Titelverteidiger war Hà Nội T&T.

## Mannschaften
- Aufsteiger aus der V.League 2

Hùng Vương An Giang
QNK Quảng Nam
Than Quảng Ninh FC
- Einstellung des Spielbetriebes

Kienlongbank Kiên Giang FC
- Absteiger 2013

Xuân Thành Sài Gòn FC
| Verein                 | Beheimatet in, Provinz  | Stadion           |
| ---------------------- | ----------------------- | ----------------- |
| Becamex Bình Dương     | Thủ Dầu Một, Bình Dương | Gò-Đậu-Stadion    |
| CLB Đồng Nai           | Đồng Nai                | Đồng Nai Stadium  |
| Đồng Tâm Long An       | Tân An, Long An         | Long An Stadium   |
| Hà Nội T&T             | Hanoi                   | Hàng Đẫy Stadium  |
| Hải Phòng FC           | Hải Phòng               | Lạch Tray Stadium |
| Hoàng Anh Gia Lai      | Pleiku, Gia Lai         | Pleiku Stadium    |
| Hùng Vương An Giang    | Long Xuyên, An Giang    | An Giang Stadium  |
| QNK Quảng Nam          | Tam Kỳ, Quảng Nam       | Tam Kỳ Stadium    |
| SHB Đà Nẵng            | Đà Nẵng                 | Chi Lăng Stadium  |
| Sông Lam Nghệ An       | Vinh, Nghệ An           | Vinh Stadium      |
| Than Quảng Ninh FC     | Cẩm Phả, Quảng Ninh     | Cẩm Phả Stadium   |
| FC Thanh Hóa           | Thanh Hóa, Thanh Hóa    | Thanh Hóa Stadium |
| XM Vissai Ninh Bình FC | Ninh Bình, Ninh Bình    | Ninh Bình Stadium |

## Abschlusstabelle
Stand: Saisonende 2014
| Pl. | Verein                     | Sp. | S  | U | N  | Tore    | Diff. | Punkte |
| --- | -------------------------- | --- | -- | - | -- | ------- | ----- | ------ |
| 1.  | Becamex Bình Dương         | 22  | 15 | 4 | 3  | 053:230 | +30   | 49     |
| 2.  | Hà Nội T&T (M)             | 22  | 14 | 5 | 3  | 066:390 | +27   | 47     |
| 3.  | FC Thanh Hóa               | 22  | 12 | 4 | 6  | 032:490 | −17   | 40     |
| 4.  | SHB Đà Nẵng                | 22  | 11 | 6 | 5  | 043:330 | +10   | 39     |
| 5.  | Sông Lam Nghệ An           | 22  | 10 | 6 | 6  | 038:260 | +12   | 36     |
| 6.  | Than Quảng Ninh FC (N)     | 22  | 9  | 2 | 11 | 042:440 | −2    | 29     |
| 7.  | CLB Đồng Nai (N)           | 22  | 7  | 4 | 11 | 039:400 | −1    | 25     |
| 8.  | QNK Quảng Nam (N)          | 22  | 7  | 4 | 11 | 034:520 | −18   | 25     |
| 9.  | Hoàng Anh Gia Lai          | 22  | 5  | 8 | 9  | 041:480 | −7    | 23     |
| 10. | Hải Phòng FC               | 22  | 5  | 6 | 11 | 016:270 | −11   | 21     |
| 11. | Đồng Tâm Long An           | 22  | 5  | 6 | 11 | 019:450 | −26   | 21     |
| 12. | Hùng Vương An Giang (N)    | 22  | 3  | 3 | 16 | 022:440 | −22   | 12     |
| 13. | XM Vissai Ninh Bình FC (P) | 0   | 0  | 0 | 0  | 000:000 | ±0    | 0      |

| Zum Saisonende 2013: |
| Vietnamesischer Meister und Teilnahme an der Gruppenphase der AFC Champions League 2015 und der Mekong Club Championship Teilnahme an der Qualifikationsrunde der AFC Champions League 2015 Qualifikation Relegation Play-off Rückzug aus der Liga |

| Zum Saisonende 2012: |                                              |
| (M)                  | Amtierender Meister: SHB Đà Nẵng             |
| (P)                  | Amtierender Pokalsieger: Navibank Sài Gòn FC |
| (N)                  | Aufsteiger aus der zweiten Liga              |

## Beste Torschützen
Stand: Saisonende 2013
| Platz | Spieler                  | Mannschaft         | Tore |
| ----- | ------------------------ | ------------------ | ---- |
| 1.    | Hoàng Vũ Samson          | Hà Nội T&T         | 23   |
| 2.    | Timothy Anjembe          | Hoàng Anh Gia Lai  | 18   |
| 3.    | Abass Cheikh Dieng       | Becamex Bình Dương | 16   |
| 4.    | Gonzalo Damian Marronkle | Hà Nội T&T         | 13   |
| 4.    | Uche Iheruome            | Than Quảng Ninh FC | 13   |
| 6.    | Nguyễn Hải Anh           | CLB Đồng Nai       | 12   |
| 6.    | Đinh Thanh Trung         | QNK Quảng Nam      | 12   |
| 8.    | Nguyễn Văn Quyết         | Hà Nội T&T         | 11   |
| 9.    | Lê Công Vinh             | Sông Lam Nghệ An   | 9    |
| 10.   | Nguyễn Anh Đức           | Becamex Bình Dương | 9    |

- Anmerkung: Die Tore gegen XM Vissai Ninh Bình FC wurden nicht angerechnet.